# محمد أشكناني
محمد أشكناني لاعب كرة قدم كويتي، من مواليد 27 يوليو 1981، يلعب الآن مع نادي خيطان كلاعب وسط، شارك في كأس الأمير 52 مع نادي خيطان.